# ゆりあんぬ
ゆりあんぬ（1997年〈平成9年〉7月22日 - ）は、日本の女性アイドル。女性アイドルグループ・平成墓嵐、劇場版ゴキゲン帝国-諸行無常-のメンバー。最終未来兵器mofu、劇場版ゴキゲン帝国、XTEENの元メンバー。東京都出身。本名、下山 紗永（しもやま さえ）。

## 来歴
母は内海和子（元おニャン子クラブ）。母親の意向で小学校から大学まで一貫校に通うが、本人は不本意であり反発する行動をするようになる。大学の入学式には髪の毛をピンクに染めて出席、すぐに大学を中退する。
ゆりあんぬ本人はアイドルになりたいと考えていたが、学業優先の母親の反対に遭い、オーディションは叔母に付き添ってもらっていた。母は「どうせなるならAKB48のようなメジャーなグループに」と考え、本人もAKBのオーディションに応募したが、書類審査で落ちたという。
2011年、ニコニコ生放送にアカウントを作成して配信デビュー。高校の卒業式の当日も配信した。
2016年4月、最終未来兵器mofuに加入。同年9月、メンバーが運営から独立する形で劇場版ゴキゲン帝国を結成、直後に亡命（脱退）。
2018年5月、解散した地下アイドルの楽曲だけをカバーするというコンセプトの地底アイドルサークル・平成墓嵐（2019年7月解散ライブ以降、「故 平成墓嵐」として活動）の結成に参加。同年10月、XTEENに加入。同年12月1日、ゆりあんぬ加入後初のXTEENのCDリリースに合わせて、母・内海和子がブログで娘のCDデビューを報告したことでメディア媒体に取り上げられる。
2019年、秋以降の活動方針の違いにより、同年8月26日XTEENを卒業。
2019年、ミスiD2020に応募、ファイナリストに進出。2021年4月、写真週刊誌『FLASH』（光文社）でセミヌードグラビアを撮影した。
2023年7月、劇場版ゴキゲン帝国-諸行無常-結成に参加、同年8月ステージデビュー。

## 人物
- 芸名の由来については本人も覚えていないという[SNS 2]｡
- 美容整形手術を何度も受けている[注 1][9]。手術を受ける決断をした理由は、中高生の頃に、壮絶ないじめに遭っていたからである[10]。しかし、いじめた相手については、今では何とも思っていない[SNS 3]。費用に関しては「自分が親からもらった体にメスを入れているのに、そのためのお金を親に出してもらうのは、自分の意に反するから。」という理由で、医療ローンを組んで、自分の稼ぎから返済中である[11][12]。全身の整形費用は2021年4月現在で総額800万円[7][11][12]。また、精神障害者手帳（てんかん持ち、等級は2級）であることを公表している[13]。
- タバコが非常に苦手である[SNS 4]。
- 女性専用レスビアン風俗に勤務した事がある[SNS 5]。
- 好きな食べ物は苺[SNS 6]、イチジク[SNS 7]、白桃[SNS 8]。苦手な食べ物は、サラダドレッシング[SNS 9]、魚介類、甘い物[SNS 10]。但し、牛乳系、韓国のジュース（ミルキス（英語版）、シッケ、チルソンサイダーなど）、モンスターエナジー、麻布のソフトクリーム、千疋屋のピエール・エルメ、モンブランは例外である[SNS 11][SNS 12][SNS 13][SNS 14]。本人曰く「スーパー偏食」であるという[SNS 15]。ちなみに、お菓子は好きではないが、和菓子や梅系のお菓子は何でも好きである[SNS 16][SNS 17]。
- 新田恵利の事を「塗り絵の上手じゃないお姉さん」と呼んでいた[14]。
- ダイエットをした事がない[SNS 18]。

## メディア出演

### テレビ
- 有吉反省会（2020年4月11日、日本テレビ）[15]
- 爆報! THE フライデー（2020年7月17日、TBS） - 母と共に出演[10]
- じっくり聞いタロウ〜スター近況（秘）報告〜（2020年10月29日、テレビ東京） - 母と共に出演[16]

### キャスト
※ここでは働いた店名を紹介する。
- DreamyDolls〜Candleblum〜占シーシャコンカフェ
- Cafe&Barゆるラビ
- まぜる〜むcafé
- コンカフェ Angel 東京店
- Emily with Paper moon
- TiNY LiLiTH